# 逆インテロバング
逆インテロバング (英:inverted interrobang、gnaborretni) とは、英語などの文字表記に使われる約物の1つ。逆疑問符「¿」と逆感嘆符「¡」を縦に組み合わせた文字、或いはインテロバング「‽」を逆にした文字であり、両方の意味を兼ね備えている。インテロバング（interrobang）の反転であることから、それを逆からつづった「gnaborretni」と呼ばれることもある。即ち文法的にて、逆疑問符・逆感嘆符の置かれるべき場所に代わりに置かれ、感嘆、強調、驚愕、大声などを兼ね備える意味となる。
また、スペイン語圏で感嘆、強調、驚愕、大声などを同時に示すとき、インテロバング「‽」が区切りとなる最初の文に付く。

## 意味
意味は疑問符感嘆符「⁈」(U+2048)や、感嘆符疑問符「⁉︎」(U+2049)を逆にした、または逆疑問符「¿」(U+00BF)や、逆感嘆符「¡」(U+00A1)の合字、逆疑問感嘆符「¿¡」の合字といった説もある。

## 用例
スペイン語
⸘Eh?No  eras un hombre‽-え?君って男じゃなかった⁉︎
⸘Por qué es estointesante‽-これがなぜ面白い⁉︎

## 符号位置
| 記号 | Unicode | JIS X 0213 | 文字参照          | 名称                 |
| ---- | ------- | ---------- | ----------------- | -------------------- |
| ⸘    | U+2E18  | &#45       | &#x2E18; &#11800; | INVERTED INTERROBANG |